# 方兰 (1921年)
方兰（1921年—），女，广东顺德人，生于香港，中华人民共和国政治人物，曾任广东省妇女联合会主任，中华全国妇女联合会常务委员。